# Харай Госи
Хара́й Госи́ (яп. 払腰 хараи госи, подхват под обе ноги (бросок через поясницу сметающим движением ноги)) — приём в дзюдо, входящий в раздел бросков, группу бросков из стойки, класс бросков для проведения которых в основном используются бёдра и поясница. 
Бросок за седьмым номером входит во вторую группу дай никкю списка приёмов дзюдо син-го кю 1920 года разработанного Дзигоро Кано; на сегодня входит в современный список 67 приёмов Кодокан-дзюдо. 
Приём представляет собой подхват под обе ноги; под таким же названием известен в России. В английском языке используется название sweeping hip throw (можно перевести как бросок сметающим бедром)
Бросок достаточно широко распространён в дзюдо, так например, подхват под обе ноги называют коронным приёмом чемпиона Европы Кирилла Денисова.